# Eric Serra
Eric Serra (Saint-Mandé, 9 september 1959) is Frans componist van voornamelijk filmmuziek.
Serra is het meest bekend door de samenwerking met regisseur Luc Besson, voor wie hij bijna al zijn werk componeerde. Hij is de zoon van de dichter en liedjesschrijver Claude Serra en begon zijn muzikale carrière in de jaren zeventig bij diverse Franse pop- en rockgroepen, waarin hij als gitarist en bassist speelde. Begin jaren tachtig was hij bassist van de Franse singer-songwriter Jacques Higelin. In die periode was er ook de eerste samenwerking met Besson, voor wie hij de muziek componeerde voor de korte film L'Avant Dernier. Serra won twee prijzen voor zijn werk. In 1989 een César voor Le grand bleu en in 1996 een BMI Film Music Award voor de film GoldenEye.

## Filmografie
- 1983: Le dernier combat
- 1985: Subway
- 1986: Kamikaze
- 1988: Le grand bleu
- 1990: Nikita
- 1994: Léon
- 1995: GoldenEye
- 1997: The Fifth Element
- 1999: Messenger: The Story of Joan of Arc
- 2001: L'art (délicat) de la séduction
- 2001: Wasabi
- 2002: Rollerbal
- 2002: Décalage horaire
- 2003: Buttetproof Monk
- 2006: Bandidas
- 2006: Arthur en de Minimoys
- 2009: Arthur en de Wraak van Malthazard
- 2010: Les Aventures extraordinaires d'Adèle Blanc-Sec
- 2010: Arthur 3: De strijd tussen de twee werelden
- 2011: The Lady
- 2014: Lucy
- 2017: Renegades
- 2019: Anna

## Overige werken
- 1981: L'avant dernier (korte film)
- 1991: Atlantis (natuurfilm)
- 2001: New York Race (computerspel)
- 2001: Gun! (korte film)

- Biblioteca Nacional de España: XX1176277
- Bibliothèque nationale de France: cb13933144c (data)
- Gemeinsame Normdatei: 134520033
- International Standard Name Identifier: 0000 0001 2102 8246
- Library of Congress Control Number: nr95015385
- MusicBrainz: 974fa09f-8761-4fbb-b156-390417d125ae
- Nationale Bibliotheek van Tsjechië: xx0028409
- Nationale Bibliotheek van Israël: 987007378745805171
- Nationale Bibliotheek van Polen: a0000001256869
- Nederlandse Thesaurus van Auteursnamen: 279901461
- SNAC: w6bc4tvc
- Système universitaire de documentation: 060604328
- Virtual International Authority File: 85475306
- WorldCat: E39PBJxRyw6Rm8YmcMHCk68cT3